# Сабиров, Денис Шамилевич
Денис Шамилевич Сабиров (род. 5 марта 1984, Магнитогорск) — российский химик, специалист в области теоретической и физической химии, доктор химических наук, профессор Академии наук Республики Башкортостан. С 2021 г. — директор Института нефтехимии и катализа Уфимского федерального исследовательского центра РАН.

## Биография
В 2006 г. с отличием окончил Магнитогорский государственный технический университет им. Г. И. Носова. В 2006—2009 гг. обучался в аспирантуре Башкирского государственного университета. В 2009 г. на диссертационном совете химического факультета БашГУ защитил кандидатскую диссертацию на тему «Интермедиаты озонолиза фуллеренов и реакционная способность фуллеренов в реакциях 1,3-диполярного присоединения».
С 2006 года работал на разных должностях в Институте нефтехимии и катализа (2006—2009 — стажер-исследователь, 2009—2010 — научный сотрудник, 2010—2017 — старший научный сотрудник).
В 2017 г. на диссертационном совете химического факультета Московского государственного университета им. М. В. Ломоносова защитил докторскую диссертацию «Теоретическое исследование поляризуемости фуллеренов и их производных».
С 2018 главный научный сотрудник и заведующий лабораторией математической химии Института нефтехимии и катализа Уфимского федерального исследовательского центра РАН. По результатам конкурса 20.05.2021 г. назначен на должность директора Института нефтехимии и катализа УФИЦ РАН.
Профессор Академии наук Республики Башкортостан (2022). Председатель регионального отделения Российского химического общества им. Д. И. Менделеева в Республике Башкортостан (2023).

## Научная деятельность
Исследования затрагивают различные области теоретической и физической химии и касаются их приложений в нефтехимии, химии космоса, материаловедении. Д. Ш. Сабировым разработан теоретический подход к анализу поляризуемости молекул, основанный на комбинированном использовании аддитивных схем и методов теории функционала плотности. Получены корреляции и аналитические зависимости «строение — поляризуемость» для ряда производных фуллеренов и полициклических ароматических углеводородов; обнаружена корреляция между средней поляризуемостью органических соединений и их распространением в веществе межзвездной среды. Д. Ш. Сабиров предсказал возможность образования гелиценов в околозвездных конвертах красных звезд-гигантов (позже предсказание подтверждено модельными лабораторными экспериментами). В области дискретной математической химии — им разработаны подходы к количественной оценке сложности молекул и их ансамблей с использованием информационной энтропии.
Член диссертационного совета 24.1.218.02 при Уфимском федеральном исследовательском центре РАН. Самый цитируемый молодой учёный УФИЦ РАН.
Член редколлегий журналов Computational and Theoretical Chemistry и Fullerenes, Nanotubes and Carbon Nanostructures.

## Труды

### Основные публикации
- Sabirov D.Sh., Tukhbatullina A.A., Shepelevich I.S. Polarzability in astrochemical studies of complex carbon-based compounds, ACS Earth Space Chem. 2022, 6, 1.
- Sabirov D.Sh., Shepelevich I.S. Information entropy in chemistry: An overview, Entropy 2021, 23, 1240.
- Sabirov D.Sh. Polarizability as a landmark property for fullerene chemistry and materials science, RSC Adv., 2014, 4, 44996.
- Булгаков Р. Г., Сабиров Д. Ш., Джемилев У. М. Окисление фуллеренов озоном, Изв. АН. Сер. хим. 2013, № 2, 308.
- Sabirov D.Sh. A correlation between the mean polarizability of the «kinked» polycyclic aromatic hydrocarbons and the number of H…H bond critical points predicted by Atoms-in-Molecules theory, Comput. Theor. Chem. 2014, 1030, 81.
- Sabirov D.Sh., Garipova R.R., Cataldo F. Polarizability of isomeric and related interstellar compounds in the aspect of their abundance, Mol. Astrophys. 2018, 12, 10.

### Приглашенные доклады
- 14th International Conference Advanced Carbon NanoStructures[9]
- 7èmes journées «Complexité désordre»[10]
- Всероссийская конференция с международным участием «Идеи и наследие А. Е. Фаворского в органической химии»[11]
- 8th Indo-US Mathematical Chemistry Workshop 2022
- Institut des Sciences Moléculaires d’Orsay[12]
- Instituto de Astrofísica de Canarias[13]